# Geissoloma
Geissoloma, monotipski biljni rod smješten u vlastitu porodicu Geissolomataceae, dio reda Crossosomatales. Jedina vrsta  G. marginatum endem je Južnoafričke Republike, provincija 	Western Cape

## Vanjske poveznice
- Photos of Geissoloma marginatum